# Delias
Delias är ett släkte av fjärilar. Delias ingår i familjen vitfjärilar.

## Bildgalleri

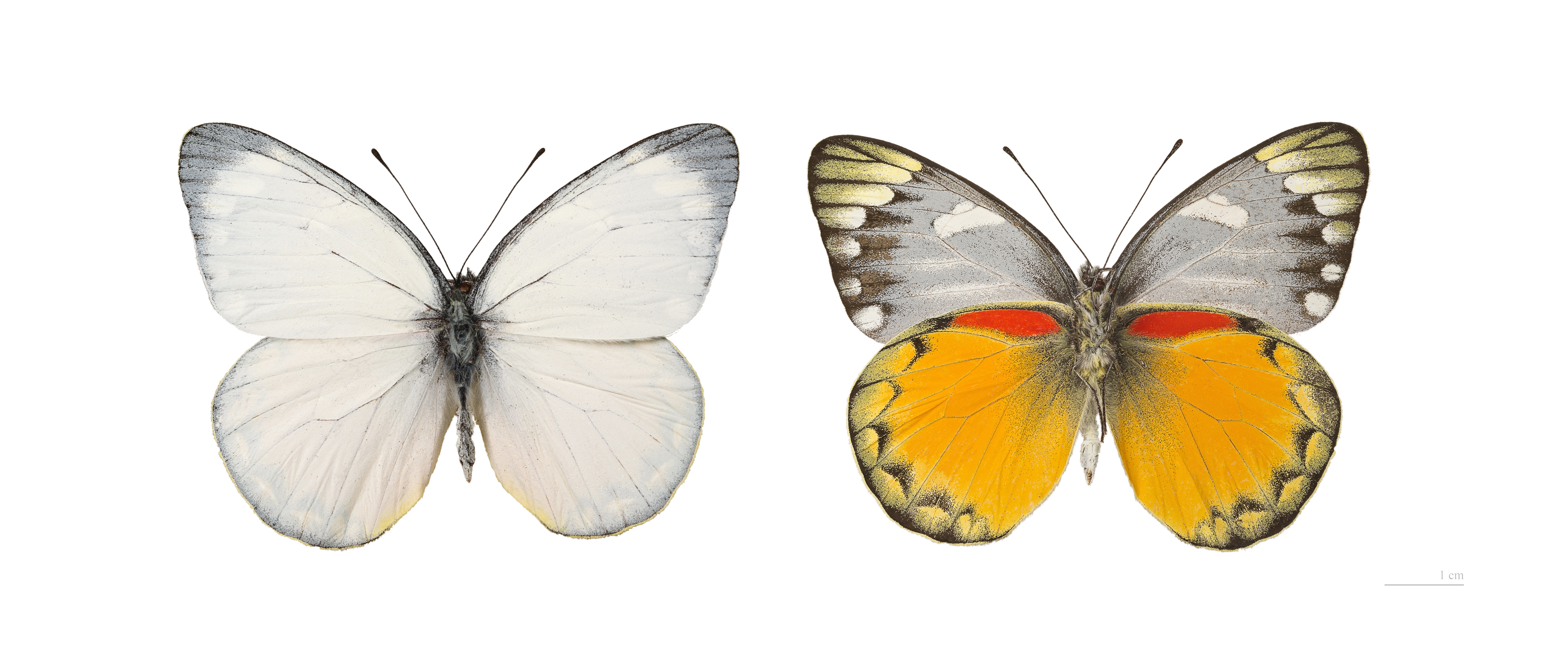
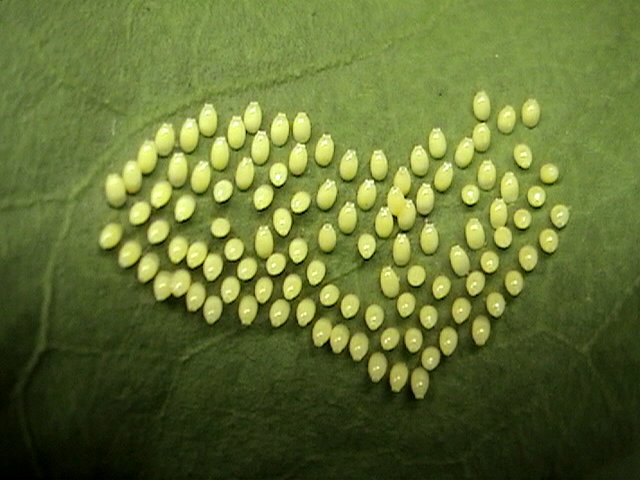
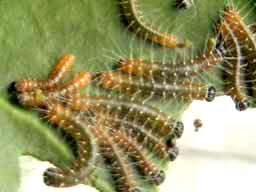
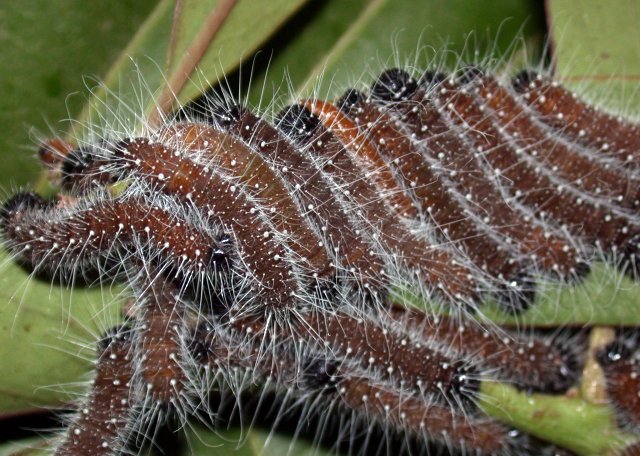
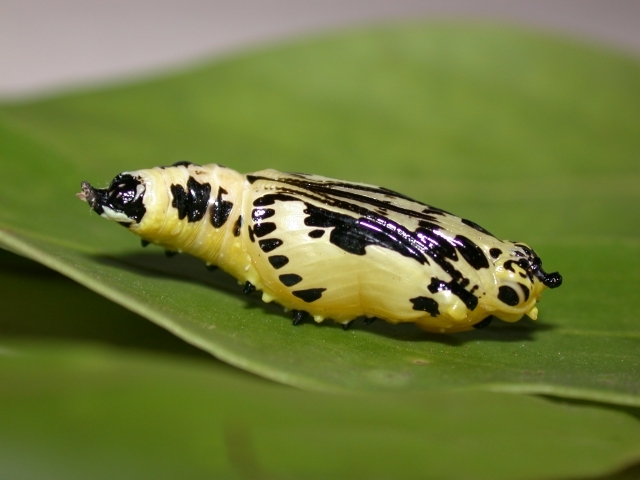
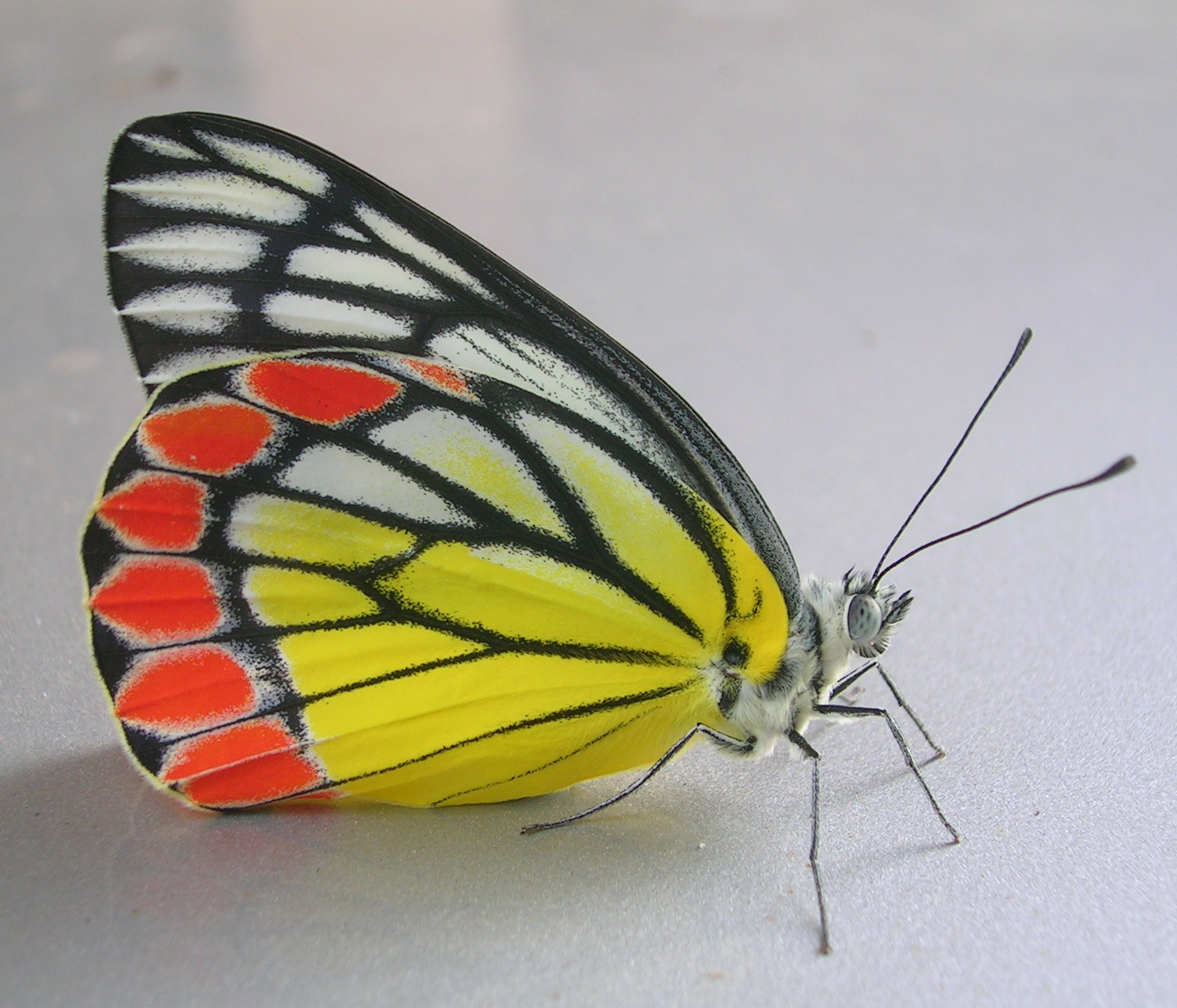

## Dottertaxa tillDelias, i alfabetisk ordning[1]
- Delias abrophora
- Delias acalis
- Delias aganippe
- Delias agoranis
- Delias agostina
- Delias alberti
- Delias albertisi
- Delias alepa
- Delias angabungana
- Delias angiensis
- Delias apatela
- Delias apoensis
- Delias approximata
- Delias arabuana
- Delias arfakensis
- Delias argentata
- Delias argenthona
- Delias aroae
- Delias aruna
- Delias aurantiaca
- Delias autumnalis
- Delias awongkor
- Delias bagoe
- Delias bakeri
- Delias balimensis
- Delias baracasa
- Delias battana
- Delias belisama
- Delias belladonna
- Delias benasu
- Delias berinda
- Delias biaka
- Delias blanca
- Delias bobaga
- Delias bornemanni
- Delias bosnikiana
- Delias bothwelli
- Delias buruana
- Delias caeneus
- Delias caliban
- Delias callima
- Delias callista
- Delias campbelli
- Delias candida
- Delias caroli
- Delias carstensziana
- Delias castaneus
- Delias catisa
- Delias catocausta
- Delias chimbu
- Delias chrysomelaena
- Delias cinerascens
- Delias citrona
- Delias clathrata
- Delias crithoe
- Delias cuningputi
- Delias cyclosticha
- Delias denigrata
- Delias descombesi
- Delias destrigata
- Delias diaphana
- Delias dice
- Delias discus
- Delias dixeyi
- Delias dohertyi
- Delias dorimene
- Delias dorylaea
- Delias doylei
- Delias dumasi
- Delias duris
- Delias echidna
- Delias edela
- Delias eichhorni
- Delias eileenae
- Delias ellipsis
- Delias elongatus
- Delias endela
- Delias ennia
- Delias enniana
- Delias eschatia
- Delias eucharis
- Delias eudiabolus
- Delias eumolpe
- Delias euphemia
- Delias eximia
- Delias fascelis
- Delias fasciata
- Delias fioretto
- Delias flavissima
- Delias flavistriga
- Delias fruhstorferi
- Delias funerea
- Delias gabia
- Delias ganymedes
- Delias georgina
- Delias geraldina
- Delias germana
- Delias gilliardi
- Delias hagenensis
- Delias hallstromi
- Delias hapalina
- Delias harpalyce
- Delias hemianops
- Delias hempeli
- Delias henningia
- Delias heroni
- Delias hidecoae
- Delias hiemalis
- Delias hikarui
- Delias hippodamia
- Delias hyparete
- Delias hyperapproximata
- Delias hypomelas
- Delias hypoxantha
- Delias iltis
- Delias imitator
- Delias inexpectata
- Delias isocharis
- Delias isse
- Delias itamputi
- Delias joiceyi
- Delias jordani
- Delias kazueae
- Delias kenricki
- Delias klossi
- Delias konokono
- Delias kuehni
- Delias kummeri
- Delias ladas
- Delias laknekei
- Delias langda
- Delias lativitta
- Delias lecerfi
- Delias lemoulti
- Delias leucias
- Delias leucobalia
- Delias levicki
- Delias ligata
- Delias luctuosa
- Delias luteola
- Delias lytaea
- Delias madetes
- Delias manuselensis
- Delias marguerita
- Delias mariae
- Delias maudei
- Delias mavroneria
- Delias mayrhoferi
- Delias meeki
- Delias melusina
- Delias menooensis
- Delias mesoblema
- Delias messalina
- Delias microsticha
- Delias mira
- Delias mitisi
- Delias momea
- Delias mysis
- Delias nais
- Delias nakanokeikoae
- Delias narses
- Delias neagra
- Delias neeltje
- Delias niepelti
- Delias nieuwenhuisi
- Delias nigrina
- Delias nigropunctata
- Delias ninus
- Delias nuydaorum
- Delias nysa
- Delias oktanglap
- Delias oraia
- Delias ornytion
- Delias orphne
- Delias ottonia
- Delias paniaia
- Delias paoaiensis
- Delias parennia
- Delias pasithoe
- Delias patrua
- Delias periboea
- Delias pheres
- Delias phippsi
- Delias poecila
- Delias pratti
- Delias prouti
- Delias pseudomarguerita
- Delias pulla
- Delias ribbei
- Delias rileyi
- Delias roepkei
- Delias rosamontana
- Delias rosenbergi
- Delias rothschildi
- Delias sacha
- Delias sagessa
- Delias salvini
- Delias sambawana
- Delias sanaca
- Delias sawyeri
- Delias schmassmanni
- Delias schoenbergi
- Delias schoenigi
- Delias schuppi
- Delias shirozui
- Delias shunichii
- Delias sigit
- Delias simanabum
- Delias singhapura
- Delias sphenodiscus
- Delias splendida
- Delias stresemanni
- Delias subapicalis
- Delias subnubila
- Delias subviridis
- Delias surprisa
- Delias talboti
- Delias telefominensis
- Delias tessei
- Delias themis
- Delias thompsoni
- Delias timorensis
- Delias totila
- Delias toxopei
- Delias walshae
- Delias waterstradti
- Delias weiskei
- Delias vidua
- Delias wilemani
- Delias virgo
- Delias wollastoni
- Delias woodi
- Delias yabensis
- Delias zebra
- Delias zebuda